# Duvier del Dago Fernández
Duvier del Dago Fernández (Zulueta, 27 de mayo de 1976) es un artista plástico cubano. Duvier en su etapa de estudiante del Instituto Superior de Arte integró el proyecto Galería DUPP dirigido por el artista René Francisco Rodríguez que expuso la obra titulada "One, two, three, testing..." en la VII Bienal de La Habana de 2000, que recibió el premio UNESCO 2000 para la Promoción de las Artes. También trabajaría con el artista plástico [Omar Moreno] formando el dúo Omarito & Duvier. Tras la separación de ambos ha seguido su carrera en solitario, destacando por sus instalaciones en las que emplea nudos de materiales que reflejan la luz ultravioleta. Su obra ha sido descrita por el crítico de arte Thiago Alves como "hilogramas espectrales".

## Biografía
Duvier Del Dago nació en 1976 en Zulueta, en la provincia Villa Clara. Aunque no asistió a ningina escuela elemental de artes plásticas, desde pequeño le interesaron las artes visuales, influido por elementos del arte popular como las Parrandas de Zulueta, llegando a obtener premio con el modelado en plastilina de una obra en un concurso infantil que organizaba la Televisión Cubana y que reunía a niños con talento en artes escénicas, visuales, música (el concurso se llamó Que siempre brille el sol y el jurado lo integraban prestigiosos especialistas). Tras el éxito en este concurso y concluida la [Secundaria Básica] matricula en la Escuela Profesional de Artes Plásticas de Trinidad (Cuba), graduándose en 1995 y luego en el Instituto Superior del Arte (ISA) de La Habana, graduándose en 2001. En el ISA, fue discípulo de René Francisco Rodríguez, reconocido artista cubano que dirige el proyecto de la Galería DUPP, en la que junto a sus estudiantes experimentan con nuevas formas de mostrar obras de arte colectivas. Sin embargo, su primer trabajo expositivo fue una intervención pública en las calles de su pueblo natal y que titulara Luna de miel en Zulueta (1998). 
En 2001 realiza su primera exposición personal en la que ya destaca como elemento suigeneris el uso del hilo como soporte fundamental para sus instalaciones.
En 2002 Duvier integró el grupo dirigido por el artista René Francisco Rodríguez que expuso la obra titulada "One, two, three, testing..." en la Bienal de La habana de 2002, que recibió el premio UNESCO 2000 para la Promoción de las Artes. La obra fue expuesta en el Castillo de los Tres Reyes Magos del Morro, un fuerte colonial del siglo XVI, ubicado en una posición estratégica de la ciudad de La Habana. La fortaleza fue transformada en museo de artes visuales, flanqueada por micrófonos gigantes de hierro forjado, ubicados en dirección opuesta a los antiguos cañones de la fortaleza. La obra recibió el premio UNESCO 2000 para la Promoción de las Artes.
Duvier formó también un colectivo de trabajo hasta 2001-2002 con el artista Omar Moreno, adoptando el nombre de Omarito & Duvier, realizando exposiciones en Cuba y en otros países.
Luego de su separación de Moreno por divergencias en la predilección de soportes de trabajo (Moreno optaba por los medios audiovisuales y Duvier por soportes más tradicionales), Duvier continúa  dibujando sobre nylon semitransparente, con el fin de que sus modelos se asemejaran a personajes de cómic, pero pareciendo lo más "reales" posibles. En esa búsqueda construyó maquetas tridimensionales y algunas animaciones. Algunos de estos personajes fueron desarrollados con su propia historia, como "El Reproductor" (2001), un híbrido con una cola de sirena y gorra de policía.
En 2003 obtuvo el tercer premio en la Categoría de Audiovisual del Sexto Salón de Arte Digital, realizado en el Centro Cultural Pablo de la Torriente Brau en La Habana.
En 2004 realizó la exposición "Castillos en el aire", en la que utiliza hilos que generan el efecto de cámaras y teléfonos móviles flotando en el aire justo frente al espectador. El éxito de la exhibición hizo que las galerías comenzaran a contratarlo para exponer sus obras.
En 2006 realizó "El extraño caso del espectador ideal", sobre un personaje-holograma, a partir de un marco de alambre. Ese mismo año expuso en la Bienal de La Habana la obra "Proyecto Bungalow", sobre el sueño de vivir en la casa ideal.
En 2007 realizó la exposición "Niña de plástico", realizada en Madrid, tomando como eje a Barbie, la mujer inalcanzable.
Making of, exposición realizada en 2014, fue considerada por la crítica una lectura interpretativa seccionada de la obra del artista que rastrea el proceso de construcción de su obra, con referencias a proyectos materializados entre  el 2004 y  el 2012.
La historia es de quien la cuenta II apela a la sensibilidad colectiva y a la memoria de los espectadores con la pretensión de que esta sea compartida como razón social y en ella se mezclan dibujos e instalaciones.

## Premios y reconocimientos
- 2014 Residencia Fountainhead. Miamia. Florida.
- 2009 Residencia Cite international des Arts. París. Francia.
- 2006-2007. Residencia de Le Pavillon, Palais de Tokio, París, Francia.
- 2004 Tercer Premio en la Categoría de Audiovisual, Sexto Salón de Arte Digital, Centro Cultural Pablo de la Torriente Brau, La Habana, Cuba. •Residencia Batiscafo, Gasworks/Triangle Art Trust, Londres, Inglaterra.
- 2000. Premio de curaduría, Consejo Nacional de las Artes Plásticas, a la exposición Con un pensar abstraído (Galería DUPP), Galería Habana, La Habana. •Premio UNESCO a la Galería DUPP, Séptima Bienal de La Habana, Cuba.

## Exposiciones personales
- La historia es de quien la cuenta II. Galería Artis 718. Cuba. 2016
- Making of. Galería Villa Manuela, Cuba. 2014
- Quantum State. TUB Gallery. Miami, Estados Unidos. 2014
- Intelligence Defense and security. Galería Odile Ouizeman. París, Francia. 2011
- Levedad. X Bienal de Cuenca. Ecuador. 2009
- Plastic girl. Galería Ángel Romero. Madrid. 2007
- El Salto, Galería Nina Menocal, México DF, México. 2007
- Plastic Girl Galería Ángel Romero, Madrid, España. 2006
- Flashback. Galería Habana. La Habana, Cuba. 2004
- Mi mejor estrella no es un actor, sino un reproductor. Galería 23 y 12, La Habana, Cuba. 2001
- El sobreviviente, Galería Ángel Romero, Madrid, España. 1999
- Teatro Salvaje Galería Habana, La Habana, Cuba. 1998

## Biografía consultada
- Duvier del Dago Fernández. «Matador». Fondation d'entreprise Francès.

- Datos: Q26255154